# Purity beats everything
Purity beats everything er en dokumentarfilm fra 2007 instrueret af Jon Bang Carlsen efter eget manuskript.

## Handling
Miriam Lichterman og Pinchas Gutter, to overlevende jøder fra Auschwitz, fortæller om rædslerne under krigen og om de nazistiske dødslejres ufattelige gru. Efter krigen slog de sig ned i Cape Town, Sydafrika, hvor de under apartheidstyret blev en del af den herskende, hvide overklasse, side om side med deres bødlers åndelige arvtagere. Gennem et symbolsk billedsprog og et bevidst kunstnerisk greb fletter Jon Bang Carlsen deres skæbnefortællinger sammen med sin egen hverdag og sine egne minder fra 50'ernes barndom. Her oplevede han selv, hvorledes vi danskere blot få år efter krigen gjorde vores bedste for helt at fortrænge kendskabet til vores nære nabo mod syd og fortie erindringen om den menneskelige ondskab, der ville udrydde alle andre racer end sin egen.